# Tom Kristensen (kierowca wyścigowy)
Tom Kristensen (ur. 7 lipca 1967 w Hobro) – duński kierowca wyścigowy.
Kariera Duńczyka rozpoczęła się od kartingu w roku 1984. We wczesnych latach 90. Kristensen ścigał się w Niemieckiej Formule 3, gdzie w 1991 roku zdobył tytuł. Następnie ścigał się w Japońskiej Formule 3 (mistrz w 1993) oraz serii All Japan Touring Car Championship (drugie miejsce w latach 1992 oraz 1994). W latach 1996 i 1997 zajął szóste miejsce w Formule 3000. Był ponadto kierowcą testowym Tyrrell w 1998 roku. 
Osiemnaście razy startował w wyścigu 24h Le Mans na francuskim torze Circuit de la Sarthe. Wygrał go dziewięciokrotnie, w tym sześć razy z rzędu, co stanowi rekord tego wyścigu.

## Starty w 24h Le Mans
| Rok  | Zespół                    | Partnerzy                         | Samochód                | Klasa  | Okr. | Poz. | klasa Poz. |
| ---- | ------------------------- | --------------------------------- | ----------------------- | ------ | ---- | ---- | ---------- |
| 1997 | Joest Racing              | Michele Alboreto Stefan Johansson | TWR Porsche WSC-95      | LMP    | 361  | 1    | 1          |
| 1998 | Team BMW Motorsport       | Hans-Joachim Stuck Steve Soper    | BMW V12 LM              | LMP1   | 60   | NU   | NU         |
| 1999 | Team BMW Motorsport       | JJ Lehto Jörg Müller              | BMW V12 LMR             | LMP    | 304  | NU   | NU         |
| 2000 | Audi Sport Team Joest     | Frank Biela Emanuele Pirro        | Audi R8                 | LMP900 | 368  | 1    | 1          |
| 2001 | Audi Sport Team Joest     | Frank Biela Emanuele Pirro        | Audi R8                 | LMP900 | 321  | 1    | 1          |
| 2002 | Audi Sport Team Joest     | Frank Biela Emanuele Pirro        | Audi R8                 | LMP900 | 375  | 1    | 1          |
| 2003 | Team Bentley              | Rinaldo Capello Guy Smith         | Bentley Speed 8         | LMGTP  | 377  | 1    | 1          |
| 2004 | Audi Sport Japan Team Goh | Seiji Ara Rinaldo Capello         | Audi R8                 | LMP1   | 379  | 1    | 1          |
| 2005 | ADT Champion Racing       | JJ Lehto Marco Werner             | Audi R8                 | LMP1   | 370  | 1    | 1          |
| 2006 | Audi Sport Team Joest     | Rinaldo Capello Allan McNish      | Audi R10 TDI            | LMP1   | 367  | 3    | 3          |
| 2007 | Audi Sport North America  | Rinaldo Capello Allan McNish      | Audi R10 TDI            | LMP1   | 262  | NU   | NU         |
| 2008 | Audi Sport North America  | Rinaldo Capello Allan McNish      | Audi R10 TDI            | LMP1   | 381  | 1    | 1          |
| 2009 | Audi Sport Team Joest     | Rinaldo Capello Allan McNish      | Audi R15 TDI            | LMP1   | 376  | 3    | 3          |
| 2010 | Audi Sport Team Joest     | Rinaldo Capello Allan McNish      | Audi R15 TDI plus       | LMP1   | 394  | 3    | 3          |
| 2011 | Audi Sport North America  | Rinaldo Capello Allan McNish      | Audi R18 TDI            | LMP1   | 14   | NU   | NU         |
| 2012 | Audi Sport Team Joest     | Allan McNish Rinaldo Capello      | Audi R18 e-tron quattro | LMP1   | 377  | 2    | 2          |
| 2013 | Audi Sport Team Joest     | Allan McNish Loïc Duval           | Audi R18 e-tron quattro | LMP1   | 348  | 1    | 1          |
| 2014 | Audi Sport Team Joest     | Marc Gené Lucas Di Grassi         | Audi R18 e-tron quattro | LMP1-H | 376  | 2    | 2          |

## Odznaczenia
- Ridder Orderu Danebroga – 2014[1]